# Drago Jančar
Drago Jančar (Maribor, 13 april 1948) is een van de belangrijkste hedendaagse Sloveense romanschrijvers. Hij is ook actief als scenarioschrijver, toneelschrijver en essayist. Hij staat in zijn thuisland bekend om zijn maatschappelijk engagement en zijn kritische houding tegenover de politiek.

## Leven
Drago Jančar werd geboren in Maribor, de tweede grootste stad van Slovenië en een groot industrieel centrum, in wat toen de Volksrepubliek Slovenië was als onderdeel van Socialistische Federale Republiek Joegoslavië. Zijn vader, die uit Prekmurje kwam, was tijdens de Tweede Wereldoorlog lid van de Sloveense partizanen. Jančar studeerde aan de hogeschool voor recht in Maribor, waar hij ook hoofdredacteur van de studentenkrant Katedra was. Hij kwam echter al snel in botsing met de communistische overheid doordat hij enkele kritische artikelen had gepubliceerd. Daarom werd hij door de overheid gedwongen de redactie te verlaten. Hij vond weldra werk als assistent bij de dagelijkse krant Večer. In 1974 werd hij gearresteerd door de Joegoslavische overheid omdat hij het boekje V Rogu ležimo pobiti (We liggen vermoord in het Rogbos) uit Oostenrijk had meegebracht en het aan zijn vrienden had uitgeleend. Dit boekje vertelt de getuigenis van een overlevende van het bloedbad van Kočevski Rog. Jančar werd veroordeeld tot een jaar gevangenisstraf wegens ‘het verspreiden van vijandige propaganda’, maar hij werd al na drie maanden vrijgelaten. Onmiddellijk na zijn vrijlating werd hij opgeroepen zijn legerdienst te vervullen in het zuiden van Servië. Tijdens zijn legerdienst werd Jančar systematisch mishandeld door zijn oversten wegens zijn ‘crimineel verleden’.
Na zijn legerdienst te hebben afgewerkt, besloot hij zich enkel nog op zijn schrijverschap toe te leggen. Omdat hij voorlopig niet voldoende geld kon verdienen met zijn boeken, keerde hij terug naar Večer, maar hij mocht slechts nog administratieve taken vervullen. Hij besloot daarop naar Ljubljana te verhuizen, waar hij in contact kwam met invloedrijke kunstenaars en intellectuelen die ook kritisch tegenover de communistische overheid stonden. Onder hen bevonden zich Edvard Kocbek, Ivan Urbančič, Alenka Puhar, Marjan Rožanc en Rudi Šeligo. Tussen 1978 en 1980 werkte Jančar als scenarioschrijver in de filmstudio Viba Film, maar de samenwerking stopte wegens onderlinge meningsverschillen. Het feit dat sommige van zijn scenario’s werden gecensureerd, was tegen de wil van Jančar. In 1981 ging hij aan de slag als secretaris voor uitgeverij Slovenska matica, waar hij later (begin jaren 90) redacteur is geworden. In 1982 was hij een van de stichters van het tijdschrift Nova Revija, dat later als spreekbuis voor de politieke oppositie in de Socialistische Republiek Slovenië zou fungeren. Jančar raakte bevriend met Boris Pahor, een Sloveense schrijver uit Triëst die over zijn ervaringen in concentratiekampen heeft geschreven. Jančar heeft zelf op de aanzienlijke invloed van Pahor in zijn werk gewezen, bijvoorbeeld in het essay De man die nee zei (1990), waarin Jančar eveneens wees op de literaire en morele rol van Pahor in het naoorlogse Slovenië.
In het begin van zijn carrière was het voor Drago Jančar onmogelijk om zijn werken te publiceren, maar na de dood van de Joegoslavische machthebbers Edvard Kardelj en Josip Broz Tito op het einde van de jaren 70, wat voor een geleidelijke liberalisering zorgde, kon hij aan de slag als scenario- en toneelschrijver. In het midden van de jaren 80 verwierf hij voor het eerst succes met zijn romans en korte verhalen, terwijl zijn toneelstukken erkenning kregen in heel Joegoslavië.
In de jaren twintig van de 21e eeuw  is Jančar nog steeds actief als redacteur bij Slovenska matica en schrijft hij essays waarin hij zich vooral bezighoudt met de politieke en civiele problemen in de samenleving. Sinds 1995 is hij lid van de Sloveense Academie voor Wetenschap en Kunst. Ondertussen heeft hij meerdere onderscheidingen gekregen, zowel in eigen land (in 1993 kreeg hij de Prešeren-prijs, de hoogste Sloveense literaire onderscheiding) als in het buitenland.

## Internationale bekendheid
Vanaf het einde van de jaren 80 raakte Drago Jančar ook in het buitenland bekend. Hij is vooral bekend in Centraal-Europa (hij is het vaakst vertaald in het Duits, Tsjechisch en Kroatisch), hoewel zijn werken in 21 verschillende talen zijn uitgegeven. Zijn werken worden niet enkel in Europa, maar ook in Azië en in Amerika gepubliceerd. Jančar heeft ook buitenlandse prijzen ontvangen, waaronder de Europese Prijs voor Literatuur in 2011. De romans Galjot en Severni sij zijn door Roel Schuyt vertaald naar het Nederlands onder de respectievelijke titels De galeislaaf en Noorderlicht.

## Publiek intellectueel
Tussen 1987 en 1991 was hij voorzitter van de Sloveense afdeling van International PEN, waarmee hij ook bijdroeg aan de Sloveense onafhankelijkheid. Daarnaast was hij een van de auteurs van Bijdragen aan het Sloveense nationale programma (Prispevki za slovenski nacionalni program), een manifest dat om een democratisch, pluralistisch en onafhankelijk Slovenië vroeg. Dit manifest werd in 1987 in het tijdschrift Nova Revija gepubliceerd. In 1988 was hij een van de medeorganisatoren van het eerste politieke protest in Ljubljana sinds 1945. Dit protest was gericht tegen de Joegoslavische overheid die via een ondemocratisch verlopen proces de auteurs van enkele kritische uitlatingen de mond had gesnoerd door hen een gevangenisstraf op te leggen.
Tijdens de Tiendaagse Oorlog zocht Jančar samen met enkele andere schrijvers naar internationale steun voor Slovenië. Desondanks blijft hij ook kritisch ten opzichte van het politiek en intellectueel klimaat in Slovenië. Zo schreef hij in 2000 het essay Xenos en xenofobie waarin hij de liberale media verwijt xenofobie en antikatholieke gevoelens te verspreiden (zelf is hij een agnost). In 1994, in het essay De Egyptische vleespotten, had hij dezelfde media al verweten de opkomst van chauvinistische Sloveense en extreemrechtse gevoelens (zoals bij de Sloveense Nationale Partij) te hebben veroorzaakt.

## Werk
Drago Jančar begon als tiener al met schrijven en zijn werken staan onder invloed van het literaire modernisme. Een van zijn centrale thema’s is het conflict tussen het individu en repressieve instellingen zoals gevangenissen, psychiatrische ziekenhuizen, militaire kampen en slavernij (zie Jančars roman De galeislaaf). Jančar staat bekend om zijn laconieke en uiterst ironische stijl, die tot uiting komt in tragikomische wendingen. In veel van zijn romans onderzoekt hij concrete gebeurtenissen en omstandigheden uit de Centraal-Europese geschiedenis, wat voor hem een voorbeeld van de condition humaine is.
Jančar staat niet alleen kritisch tegenover de politieke situatie in zijn eigen land, in zijn essays laat hij zich ook uit over buitenlandse problemen zoals in Kort bericht uit een lang belegerde stad (Kratko poročilo iz dolgo obleganega mesta), een beschouwing over de oorlogen in Joegoslavië waarin hij de rol van intellectuelen in etnische, nationale en politieke kwesties kritisch analyseert. Tijdens de jaren 90 voerde hij een polemiek met de Oostenrijkse schrijver Peter Handke over het uiteenvallen van Joegoslavië.